# Universidad del Ruhr de Bochum

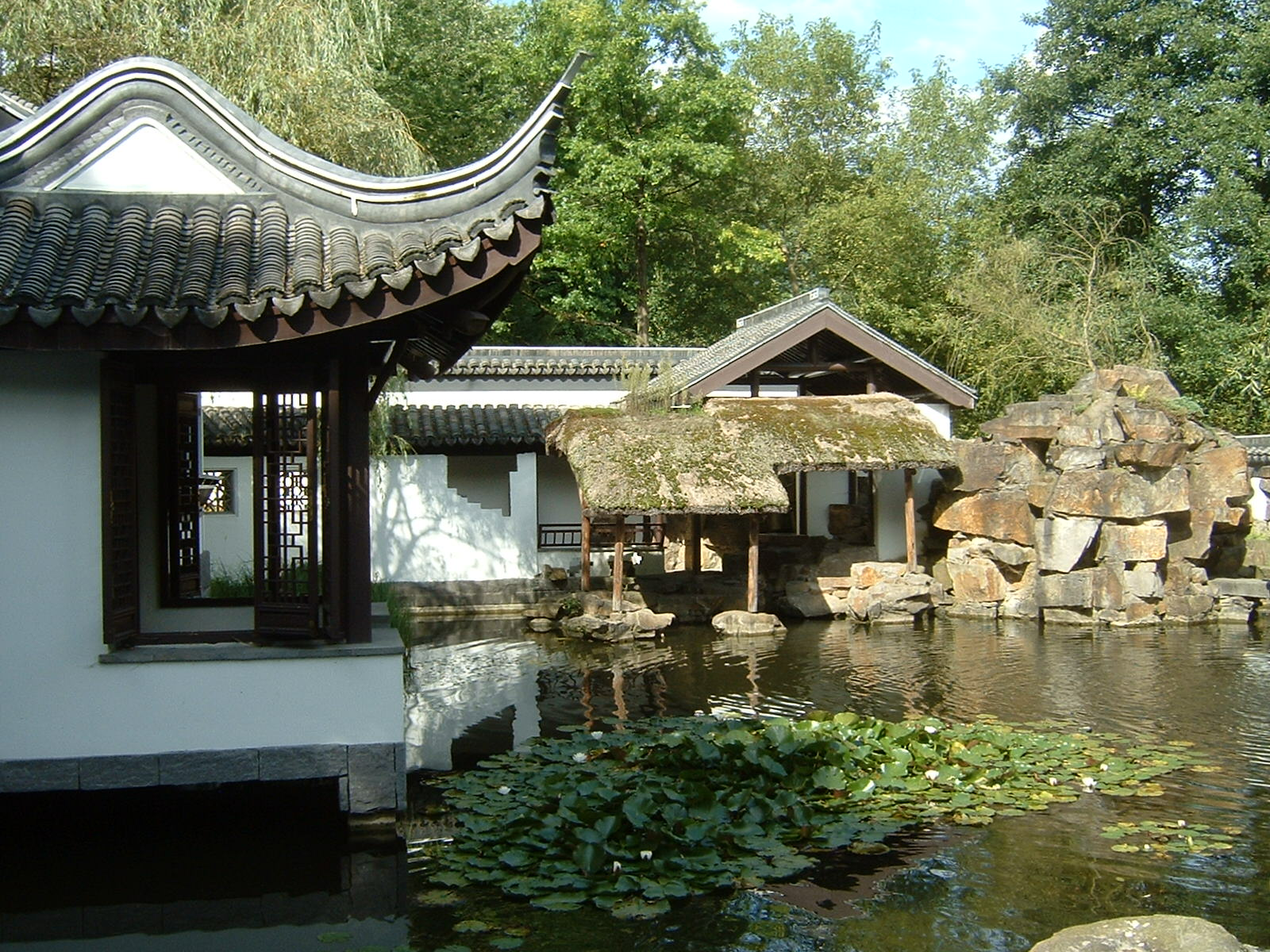
El jardín chino localizado en el jardín botánico.

La Universidad Ruhr de Bochum (en alemán Ruhr-Universität Bochum, abreviado RUB) es una universidad localizada en las colinas al sur de Bochum, en la región del Ruhr, Alemania. La universidad fue fundada en 1962 y fue la primera universidad pública nueva después de la Segunda Guerra Mundial. La universidad abrió definitivamente sus puertas en 1965.
La universidad es una de las universidades más grandes de Alemania y pertenece a la Deutsche Forschungsgemeinschaft (Comunidad Alemana de Investigación), una sociedad que engloba a las universidades punteras en materia de investigación.
La RUB cosechó éxitos importantes en la Excellence Initiative by the German Federal and State Governments (2007), una competicia entre las universidades más prestigiosas de Alemania. Fue una de las pocas universidades que optaron al título «elite university», pero no alcanzó la última etapa de clasificación. Solamente nueve universidades alemanas ostentan este título. 
La Universidad de Bochum fue una de las primeras en Alemania en introducir el título «Bachelor» y «Master», que sustituyeron a los títulos académicos tradicionales en Alemania. La universidad ofrece un total de 150 programas de estudios diferentes en campos muy diversos. 
La universidad está financiada y administrada por el estado de Renania del Norte-Westfalia. Tiene 32.723 estudiantes registrados (2008) y más de 5.000 empleados (369 de ellos profesores), lo que le convierte en la novena universidad de Alemania (datos de 2003). Kurt Biedenkopf, quien más tarde sería primer ministro de Sajonia, estuvo al frente de la institución entre 1967 y 1969.
A diferente de muchas otras universidades tradicionales, los edificios de la universidad están centralizados en un campus, con excepción de la Facultad de Medicina, que también incluye hospitales en la ciudad de Bochum y en la región del Ruhr. Aunque la universidad es famosa por su monótona arquitectura de los años 1960, catorce edificios de corte similar, debido a su localización al borde de un cinturón verde en la cima del valle del Ruhr crea en su conjunto un escenario con la naturaleza muy hermoso. 

## Organización
La universidad está organizada en 20 facultades diferentes:
- Facultad de Teología protestante
- Facultad de Teología católica
- Facultad de Filosofía, Educación y Periodismo
- Facultad de Historia
- Facultad de Filología
- Facultad de Derecho
- Facultad de Economía
- Facultad de Ciencias Sociales
- Facultad de Estudios del Este Asiático
- Facultad de Ciencia del Deporte
- Facultad de Psicología
- Facultad de Ingeniería Civil
- Facultad de Ingeniería Mecánica
- Facultad de Ingeniería Eléctrica y Ciencias de la Información
- Facultad de Matemáticas
- Facultad de Física y Astronomía
- Facultad de Geociencias
- Facultad de Química y Bioquímica
- Facultad de Biología y Biotecnología
- Facultad de Medicina

## Sitios de interés
- Jardín Botánico de la Universidad del Ruhr en Bochum, un jardín botánico con jardín chino
- Archivo Hegel, archivos del filósofo alemán Georg Wilhelm Friedrich Hegel